# Giovanni Agosti
Giovanni Agosti (Milano, 21 giugno 1961) è uno storico dell'arte e critico d'arte italiano.

## Biografia
Nato a Milano, Giovanni Agosti è fratello di Giacomo e Barbara Agosti, entrambi storici dell'arte. Ammesso alla Scuola Normale Superiore di Pisa nel 1980, vi si formò come archeologo sotto la guida di Salvatore Settis. Laureatosi nel 1984 all'Università di Pisa con una tesi sull'Arco di Costantino, nel medesimo anno fu ammesso al Corso di perfezionamento della stessa Normale, dove conseguì il titolo dottorale con una tesi sullo scultore rinascimentale lombardo Agostino Busti detto Bambaia, edita da Einaudi nel 1990.
Dal 2000 insegna Storia dell'arte moderna all'Università Statale di Milano, dopo aver lavorato per molti anni nelle Soprintendenze per i Beni artistici e storici di Mantova e di Firenze. I suoi studi sono rivolti principalmente alla tradizione classica nella cultura figurativa italiana, ai rapporti fra artisti e scrittori, al Rinascimento nell'Italia settentrionale. Ha recentemente pubblicato una monografia importante su Andrea Mantegna (il libro ha anche vinto il Premio Viareggio 2006) che ha contribuito con nuove datazioni e attribuzioni a raffinare la ricerca sull'artista.
Le fonti del lavoro di Agosti, oltre alla filologia storiografica, si devono ricercare in un sapere eteroclito in cui confluiscono elementi provenienti tanto da Roberto Longhi, quanto da Alberto Arbasino, Giovanni Testori, Dante Isella e dal teatro sperimentale.
L'opera di Agosti si delinea anche come un radicale ripensamento dei rapporti tra storia dell'arte, mondo della cultura e società italiana, in una fusione di sapere e stili che mettono in crisi i canoni classici della storia dell'arte, riprendendo in questo modo la tradizione metodologica di una rivista come Paragone o il tentativo pasoliniano di una fusione di arte, letteratura e critica.

## Pubblicazioni
- Giovanni Agosti e Vincenzo Farinella, Calore del marmo. Pratica e tipologia delle deduzioni iconografiche, in Memoria dell'antico nell'arte italiana, a cura di Salvatore Settis, vol. I, Torino, Einaudi 1984, pp. 373–444.
- Giovanni Agosti e Vincenzo Farinella, Nuove ricerche sulla Colonna Traiana nel Rinascimento, in La Colonna Traiana, a cura di Salvatore Settis, Torino, Einaudi 1988.
- Bambaia e il classicismo lombardo, Collana Saggi n.741, Torino, Einaudi 1990.
- Il polittico Averoldi di Tiziano restaurato, catalogo della mostra a cura di E. Lucchesi Ragni e G. Agosti, Brescia, Grafo 1991.
- Disegni del Rinascimento in Valpadana, Firenze, Olschki 2001.
- Vincenzo Foppa. Un protagonista del Rinascimento, catalogo della mostra (Brescia Santa Giulia, Museo della città, 3.03/2.06.2002) a cura di Giovanni Agosti, Mauro Natale, Giovanni Romano, Milano, Skira, 2002, pp. 201.
- Vincenzo Foppa. Un protagonista del Rinascimento, catalogo commemorativo della mostra (Brescia Santa Giulia, Museo della città, 3.03/2.06.2002) a cura di Giovanni Agosti, Mauro Natale, Giovanni Romano, Milano, Skira, 2003, p. 351.
- Giovanni Frangi alle prese con la natura, Milano, Feltrinelli 2008.
- Mantegna 1431-1506, catalogo della mostra (Parigi, musée du Louvre, 26 settembre 2008 - 5 gennaio 2009), a cura di Giovanni Agosti e Dominique Thiébaut, Milano, Officina Libraria 2008 (ed. francese, Parigi, Hazan 2008).
- Il portale di Santa Maria di Piazza a Casale Monferrato e la scultura del Rinascimento tra Piemonte e Lombardia, catalogo della mostra (Casale Monferrato, Museo Civico, 9 maggio - 28 giugno 2009), a cura di Giovanni Agosti, Jacopo Stoppa e Marco Tanzi, Milano, Officina Libraria 2009.
- Un amore di Giovanni Bellini, Milano, Officina Libraria 2009.
- Il Rinascimento nelle terre ticinesi. Da Bramantino a Bernardino Luini, catalogo della mostra (Rancate, Pinacoteca cantonale Giovanni Züst, 10 ottobre 2010 - 9 gennaio 2011), a cura di Giovanni Agosti, Jacopo Stoppa e Marco Tanzi, Milano, Officina Libraria 2010.
- Il Rinascimento nelle terre ticinesi. Da Bramantino a Bernardino Luini. Itinerari, catalogo della mostra (Rancate, Pinacoteca cantonale Giovanni Züst, 10 ottobre 2010 - 9 gennaio 2011), a cura di Giovanni Agosti, Jacopo Stoppa e Marco Tanzi, Milano, Officina Libraria 2010.
- La Natività della Vergine di Gaudenzio a Morbegno, a cura Giovanni Agosti, Jacopo Stoppa e Marco Tanzi, Milano, Officina Libraria 2011.
- Francesco De Tatti e altre storie, a cura Giovanni Agosti, Jacopo Stoppa e Marco Tanzi, Milano, Officina Libraria 2011.
- Le rovine di Milano, Milano, Feltrinelli 2011.
- Bramantino a Milano, catalogo della mostra, a cura di Giovanni Agosti, Jacopo Stoppa e Marco Tanzi, Milano, Officina LIbraria 2012.
- Bernardino Luini e i suoi figli, catalogo della mostra, a cura di Giovanni Agosti e Jacopo Stoppa, Milano, Officina Libraria 2014.
- Serodine nel Ticino, catalogo della mostra (Rancate, Canton Ticino, Svizzera, 31 maggio - 4 ottobre 2015), a cura di Giovanni Agosti e Jacopo Stoppa, Milano Officina Libraria 2015.
- Il Rinascimento di Gaudenzio Ferrari, catalogo della mostra (Novara-Vercelli-Varallo Sesia, 24.03.2018 - 1.07.2018), a c. di Giovanni Agosti, Jacopo Stoppa, Milano, Officina Libraria 2018.
- Varallo ai tempi di Gaudenzio Ferrari: itinerari, catalogo realizzato in ambito della mostra "Il Rinascimento di Gaudenzio Ferrari", a cura di Giovanni Agosti, Jacopo Stoppa, Donata Minonzio, Milano, Officina Libraria 2018.
- Il meraviglioso mondo della natura: una favola tra arte, mito e scienza, catalogo della mostra (Milano, 13 marzo - 14 luglio 2019), a cura di Giovanni Agosti, Jacopo Stoppa, Milano 24ORECultura, 2019.

MOSTRE:
- Vincenzo Foppa. Un protagonista del Rinascimento, Brescia, Santa Giulia, Museo della città, 3 marzo - 2 giugno 2002
- Mantegna, Musée du Louvre, Paris,  dal 26 settembre 2008 al 5 gennaio 2009, curata insieme a Dominique Thiébaut
- Giorni Felici, Novate Milanese, dal 18 al 28 giugno 2009
- Il portale di Santa Maria di Piazza a Casale Monferrato e la scultura del Rinascimento tra Piemonte e Lombardia, Casale Monferrato, dal 9 maggio al 28 giugno 2009
- Il Rinascimento nelle terre Ticinesi da Bramantino a Bernardino Luini, Rancate, dal 9 ottobre 2010 al 10 gennaio 2011
- Bramantino a Milano, Milano, Castello Sforzesco, da maggio al 25 settembre 2012
- Bernardino Luini e i suoi figli, Palazzo Reale (Milano), 10 aprile-13 luglio 2014[3]
- Serodine nel Ticino, Pinacoteca cantonale Giovanni Zust (Rancate, Svizzera), 31 maggio - 4 ottobre 2015
- Il Rinascimento di Gaudenzio Ferrari, mostra su più itinerari: Novara-Vercelli-Varallo Sesia, 24 marzo - 1 luglio 2018
- Il meraviglioso mondo della natura: una favola tra arte, mito e scienza, Palazzo Reale (Milano), 13 marzo - 14 luglio 2019